# Vicenç Albert Ballester
Vicenç Albert Ballester i Camps (Barcelona, 1872 - El Masnou, 1938) fue un marino y político español, activo nacionalista catalán, considerado el diseñador y difusor de la bandera estelada.

## Biografía
Hijo de un marino mercante, ejerció esta profesión además de ser comerciante y empresario. En cuanto a su militancia nacionalista catalana siempre giró en torno de la Unió Catalanista, presidida por Domènech Martí y Julià, y que a partir de 1920 pasó a presidir él mismo.
En 1898 se encontraba en Cuba cuando la isla se emancipó de España, cuya lucha por la independencia había despertado grandes simpatías y apoyos entre los emigrantes catalanes en la isla, y fue precisamente la bandera de la nueva República de Cuba la que imitó en el diseño de la estelada. Esta bandera ondeó por primera vez en el Centre Català de Santiago de Cuba. También fueron miembros del Centre Català de Santiago los primeros en publicar un periódico abiertamente independentista llamado Fora Grillons (‘Fuera Grilletes’).
En 1901 fue miembro del Foment Autonomista Català y jefe de la Reixa —una organización de ayuda a los nacionalistas catalanes presos o que se habían exiliado por motivos políticos, y que, tras su disolución en 1908, fue sustituida por la Associació Catalana de Beneficència, que Vicenç Albert Ballester ayudó a fundar con el mismo fin—. Militó también en la Associació Protectora de la Ensenyança Catalana y en 1903 fundó la revista La Tralla, donde firmaba con los seudónimos VIC (en castellano, «Viva la Independencia de Cataluña») y VIC I ME (en castellano, «Viva la Independencia de Cataluña y Muera España»). También participó en la creación de otros periódicos como Renaixement, Som...! o L'Intransigent. Asimismo fue miembro de la junta directiva del CADCI.  Militó en la Associació Nacionalista Catalana. En 1908 organizó los actos del 11 de septiembre que le costaron una condena a prisión.
Para la Diada de 1907 compuso un poema independentista titulado "Himne", que cien años después, en 2008, sirvió de base para el Cant de la Independència que fue cantado en un acto organizado por la plataforma independentista Catalunya Acció presidida por Santiago Espot y celebrado en el Fossar de les Moreres. En una de sus estrofas se decía:

No pidolem lleis noves, ni demanem clemència;
volem per Catalunya la santa Independència;
que Espanya s'humiliï sota el penó barrat.
No mendigamos leyes nuevas, ni pedimos clemencia;
queremos para Cataluña la santa Independencia;
que España se humille bajo el peso del pendón barrado.

En otra estrofa también se decía:

Un odi gloriós arrasa una muntanya.
El nostre odi tità contra la vil Espanya
és gegantesc i foll, és gran, diví, i sublim;
fins n'odiem el nom, el crit i la memòria,
les seves tradicions, la seva xorca història
i àdhuc els seus fills propis nosaltres maleïm.
Un odio glorioso arrasa una montaña.
Nuestro odio titán contra la vil España
es gigantesco y loco, es grande, divino y sublime;
hasta odiamos su nombre, el grito y la memoria,
sus tradiciones, su estéril historia
e incluso a sus propios hijos nosotros maldecimos.

Presidió el Comité Pro Cataluña fundado en julio de 1918 con gente de la Unió Catalanista. El objetivo del Comité era internacionalizar el «pleito catalán» para lo que se puso en contacto con los centros catalanes de América. Además quería dar difusión al esfuerzo de los Voluntaris Catalans en la Primera Guerra Mundial para pedir a la Sociedad de Naciones que apoyara la independencia de Cataluña. 
Dio apoyo a la campaña exterior de Estat Català y Francesc Macià, aunque fue crítico con la invasión desde Prats de Molló. Fue desde 1920 el último presidente de Unió Catalanista, y con él se convirtió en partido político y adoptó el independentismo como ideario. Colaboró con numerosas revistas catalanas de América, como Ressorgiment de Buenos Aires y La Nova Catalunya de La Habana. 
Durante la Segunda República española fue más partidario de Daniel Cardona que de Francesc Macià por lo que participó en la fundación del grupo Nosaltres Sols! y fue muy crítico con el Estatuto de Autonomía de Cataluña de 1932 que calificó como «la limosna que España ha estimado conveniente concedernos». Apoyó la proclamación del Estado Catalán de 1934 de Lluís Companys y durante los años de la República promovió una campaña para que las tiendas estuvieran rotuladas en catalán, para lo que publicó listas de establecimientos «recomendables» o difundió consignas como «¡Nacionalistas! no compréis en las casas que no tengan rótulos en catalán». Durante ese tiempo también encargó una especie de pegatinas en las que aparecían impresos algunos eslóganes como: «El catalán que no es catalán no es nada» o «La escuela catalana es el plantel de los futuros patriotas».
Gravemente enfermo, murió en Masnou poco antes de acabar la guerra civil española.